# Heidemarie Wieczorek-Zeul
Heidemarie Wieczorek-Zeul [ˈviːtʃoʁɛkˈtsɔɪ̯l], född den 21 november 1942 i Frankfurt am Main, är en tysk politiker (SPD). Från 1998 till 2009 var hon Tysklands biståndsminister (i regeringarna Schröder I, Schröder II och Merkel I).